# سامسونگ گلکسی آ۲۲ ۵جی
سامسونگ گلکسی آ۲۲ ۵جی (به انگلیسی: Samsung Galaxy A22 5G) یک گوشی هوشمند میان رده مبتنی بر اندروید است که توسط سامسونگ الکترونیکس به عنوان بخشی از سری گلکسی آ (Galaxy A) توسعه یافته و تولید شده‌است. این تلفن برای اولین بار در ۲۴ ژوئن ۲۰۲۱ عرضه شد. این تلفن با یک دوربین پشتی سه‌گانه و صفحه نمایش ۹۰ هرتز ارائه می‌شود. باتری ۵۰۰۰ میلی‌آمپر ساعتی دارد که ۶۲ درصد بزرگتر از باتری موبایل اپل آیفون ۱۳ پرو است.